# Hugh Foot
Hugh Foot, född den 8 oktober 1907 i Plymouth, England, död den 5 september 1990 i Plymouth, var en brittisk diplomat och politiker.

## Biografi
Foot var son till Isaac Foot, advokat och parlamentsledamot för liberala partiet. Han studerade på Leighton Park School i Reading, Berkshire, och på St. Johns College vid universitetet i Cambridge, där han var ordförande i Cambridge Union och Cambridge University Liberal Club.
Foot var brittisk guvernör på Jamaica 1951–1957 samt den sista brittiska guvernören på Cypern 1957–1960. Han var senare biträdande utrikesminister, samt brittisk FN-ambassadör mellan 1964 och 1970. Efter sin avgång där blev han gästforskare vid Harvard University och Princeton University.
Foot adlades som Baron Caradon 1964.